# آهوان ختن
آهوان ختن (به لاتین: Moschidae) یک خانواده از سرون‌داران جفت‌سم، شامل آهوی ختن (Moschus) و بستگان منقرض آن است. آنها با «دندان‌های شمشیری» بلند به جای شاخ، شاخ استخوانی و اندازه متوسط مشخص می‌شوند (آهوی ختن Moschus تنها ۳۷ پوند (۱۷ کیلوگرم) می‌رسد؛ گونه‌های دیگر حتی کوچک‌تر بودند) و بدون غدد چهره هستند. سابقه فسیلی این خانواده به اواخر الیگوسن، حدود ۲۸ میلیون سال پیش بازمی‌گردد. این گروه در طول دوره میوسن در سراسر اوراسیا و آمریکای شمالی فراوان بود، اما پس از آن در اوایل پلیستوسن تنها به سردهٔ موجود Moschus کاهش یافت.